# Statolder
Lo statolder (in olandese: stadhouder) è una carica esistita dalla metà del XV secolo al 1795 nella regione dei Paesi Bassi, con la quale veniva designato il luogotenente civile del sovrano e, con l'indipendenza della Repubblica delle Sette Province Unite, il luogotenente degli Stati Generali.

## Storia
In origine governatore di nomina regia dei Paesi Bassi spagnoli, la carica di Statolder divenne con Guglielmo il Taciturno anche capo dell'esecutivo nominato dagli Stati Generali della Repubblica delle Sette Province Unite. La carica subì una prima abolizione nel 1654 in accordo alle clausole del trattato di Westminster con il Commonwealth di Cromwell, per poi essere ripristinata nel 1672 con l'ascesa di Guglielmo III d'Orange, futuro re d'Inghilterra, Scozia e Irlanda. L'incarico venne cancellato una seconda volta nel 1702 e nuovamente ripristinato nel 1747 divenendo ereditario, come governatore di tutte le province e assumendo il nome di Stadhouder-generaal o erfstadhouder.
La carica fu abolita dai rivoluzionari francesi che presero il controllo dell'area tra il 1794 e il 1795. L'ultimo statolder della Repubblica delle Sette Province Unite fu Guglielmo V di Orange-Nassau che si rifugiò in Inghilterra. Nei Paesi Bassi meridionali, la carica aveva perso sempre più di importanza ed era stata via via già abolita tra il XVI e il XVII secolo. Quando nel 1815, alla fine del periodo napoleonico, con il Congresso di Vienna, venne creato il Regno Unito dei Paesi Bassi, vi fu messo a capo in qualità di sovrano, Guglielmo I dei Paesi Bassi. Unica eccezione fu il Lussemburgo indipendente e non incorporato nel regno, governato dagli Orange-Nassau per unione personale. Qui la carica di statolder fu restaurata ed esistette fino al 1890, ovvero fino a quando, a causa della esistenza in Lussemburgo della legge salica, gli Orange-Nassau persero il titolo a favore di un ramo cadetto della famiglia per assenza di eredi maschi.

## Lista per provincia
Lista cronologica degli Statolder suddivisi per province, riportante il titolo nobiliare di ciascuno di essi e per conto di quale autorità avessero assunto l'incarico. In alcuni casi, per una stessa provincia, sono stati contemporaneamente in carica due diversi statolder, nominati rispettivamente da due diverse autorità. In tali casi i due statolder controllavano diverse porzioni del territorio della provincia oppure uno ne assumeva tutto il controllo mentre l'altro era in carica solo nominalmente.

### Contea d'Artois
Per conto degli Asburgo:
- 1500-1504: Engelbrecht II van Nassau, conte di Nassau-Breda
- 1506-1513: Jacob van Luxemburg, signore di Fiennes
- 15??-1524: Ferry de Croÿ, signore di Roeulx
- 1524-1553: Adrien de Croÿ, conte di Roeulx
- 1553-1558: Pontus van Lalaing, signore di Bugnicourt
- 1559-1568: Lamoral di Egmont, principe di Gavere
- 1568-1571: vacante (?)
- 1571-1578?: Ferdinand van Lannoy, duca di Bojano
- 1578-1579: Gilles van Berlaymont, signore di Hierges
- 1579-1597?: Florent van Berlaymont, conte di Lalaing e Berlaymont
- 1597-1610: Charles III de Croÿ, principe di Chimay
- 1610-1624: Lamoral I di Ligne, principe di Ligne

### Ducato di Brabante
Il Brabante non ebbe mai statolder perché la regione veniva controllata direttamente dal Governatore dei Paesi Bassi la cui corte era a Bruxelles, appunto nel Brabante.

### Contea di Drenthe
Prima del 1536 il sovrano era rappresentato dal drost un governatore al quale venivano affidati solo alcuni specifici poteri. Gli Asburgo affidarono nel 1536 il primo statolderato della contea a Georg Schenck van Toutenburg; da allora il Drenthe ebbe quasi sempre lo stesso statolder di Groninga.
Per conto degli Asburgo:
- 1536-1540: Georg Schenck van Toutenburg, barone di Toutenburg
- 1540-1548: Maximiliaan van Egmont, conte di Buren
- 1549-1568: Giovanni di Ligne, conte di Arenberg
- 1568-1572: Karel van Brimeu, conte di Megen
- 1572-1574: Gilles van Berlaymont, signore di Hierges
- 1574-1576: Caspar de Robles, signore di Billy
- 1576-1580: sotto il controllo degli Stati Generali
- 1580-1581: George van Lalaing, conte di Rennenberg (nominato dagli Stati Generali, tradendo il mandato, continuò a governare per conto di Filippo II)
- 1581-1594: Francisco Verdugo
- 1595-1618: Frederik van den Bergh (statolderato di fatto limitato alla sola città di Groninga)

Per conto degli Stati Generali:
- 1576-1580: George van Lalaing, conte di Rennenberg (nominato dagli Stati Generali, tradendo il mandato, continuò a governare per conto di Filippo II)
- 1580-1584: Guglielmo I d'Orange, principe d'Orange
- 1584-1596: sotto il controllo degli Asburgo
- 1593/6-1620: Guglielmo Luigi di Nassau-Dillenburg, conte di Nassau-Dillenburg
- 1620-1625: Maurizio di Nassau, a partire dal 20 febbraio 1618 principe d'Orange
- 1625-1632: Ernesto Casimiro di Nassau-Dietz, conte di Nassau-Dietz
- 1632-1640: Enrico Casimiro I di Nassau-Dietz, conte di Nassau-Dietz
- 1640-1647: Federico Enrico d'Orange, principe d'Orange
- 1647-1650: Guglielmo II d'Orange, principe d'Orange
- 1650-1664: Guglielmo Federico di Nassau-Dietz, reggente di Nassau-Dietz
- 1664-1696: Enrico Casimiro II di Nassau-Dietz, reggente di Nassau-Dietz; reggente 1664-1673: Albertina Agnese d'Orange
- 1696-1702: Guglielmo III d'Orange, re d'Inghilterra, Scozia e Irlanda
- 1702-1722: Vacanza dello statolderato
- 1722-1751: Guglielmo IV di Orange-Nassau, statolder ereditario della Repubblica delle Sette Province Unite; reggente: 1722-1731: Maria Luisa d'Assia-Kassel
- 1751-1795: Guglielmo V di Orange-Nassau, statolder ereditario della Repubblica delle Sette Province Unite; reggenti: 1751-1759: Anna di Hannover; 1759-1766: Luigi Ernesto di Brunswick-Lüneburg

### Contea delle Fiandre
Per conto degli Asburgo:
- 1490-1506: Engelbrecht II van Nassau, conte di Nassau-Breda
- 1506-1513: Jacob van Luxemburg, signore di Fiennes
- 1513-1517: ?
- 1517-1532: Jacob van Luxemburg, signore di Fiennes
- 1532-1540: vacanza dello statolderato
- 1540-1553: Adrien de Croÿ, conte di Roeulx
- 1553-1558: Pontus van Lalaing, signore di Bugnicourt
- 1559-1568: Lamoral di Egmont, principe di Gavere
- 1568-1572: vacante (?)
- 1572-1577: Jean de Croÿ, conte di Roeulx

Per conto degli Stati Generali:
- 1577: Philippe III de Croÿ, duca di Aarschot
- 1577-1583: vacante (?); (Repubblica calvinista di Gand)
- 1583-1584: Charles III de Croÿ, duca di Croÿ e Aarschot

### Signoria di Frisia
A partire dal 1498, terminata la Libertà Frisona, la Frisia fu governata dai principi di Sassonia. È ad allora che risale il primo statolder della Frisia. Durante le prime fasi della guerra degli ottant'anni la Frisia ebbe due statolder: uno per conto di Filippo II e uno per conto della Repubblica.
La Frisia non ebbe, in contrasto con il resto della Repubblica, fatta eccezione per un brevissimo periodo di 48 giorni nel 1711, periodi di vacanza dello statolderato. La provincia fu governata, a partire dal XVI secolo da rami secondari della famiglia Nassau, i Nassau-Dillenburg prima e i Nassau-Dietz dopo. A partire dal 1711 la famiglia ottenne lo statolderato di Groninga e Drenthe, venendo meglio conosciuta come "Nassau di Frisia". Con la morte di Guglielmo III e l'estinzione del ramo principale, i Nassau di Frisia divennero, con Giovanni Guglielmo Friso d'Orange, per disposizione testamentaria dello stesso Guglielmo III, i progenitori della nuova linea degli Orange-Nassau.
Per conto dei principi di Sassonia:
- 1498-1500: Willebrord van Schaumburg
- 1500-1504: Hugo van Leisenach
- 1504-1506: Willem Truches van Waldburg
- 1506-1509: Enrico il Giovane di Stolberg, conte di Stolberg e signore di Wernigerode
- 1509-1515: Everwijn van Bentheim, conte di Bentheim

Per conto dei duchi di Gheldria:
- 1515-1518: Hendrik de Groiff, erfvoogd di Erkelenz
- 1518-1519: Maarten van Rossum, signore di Poederoijen
- 1519-1522: Christoffel van Meurs, conte di Meurs
- 1522-1523: Jasper van Marwijck

Per conto degli Asburgo:
- 1515-1518: Floris van Egmont, conte di Buren
- 1518-1521: Wilhelm von Roggendorf, barone di Roggendorf
- 1521-1540: Georg Schenck van Toutenburg, barone di Toutenburg
- 1540-1548: Maximiliaan van Egmont, conte di Buren
- 1549-1568: Giovanni di Ligne, conte di Arenberg
- 1568-1572: Karel van Brimeu, conte di Megen
- 1572-1573: Gilles van Berlaymont, signore di Hierges
- 1573-1576: Caspar de Robles, signore di Billy
- 1576-1580: sotto il controllo degli Stati generali
- 1580-1581: George van Lalaing, conte di Rennenberg (nominato dagli Stati Generali, tradendo il mandato, continuò a governare per conto di Filippo II)
- 1581-1594: Francisco Verdugo
- 1595-1618: Frederik van den Bergh (senza aver mai assunto un reale controllo sul territorio)

Per conto degli Stati Generali:
- 1572: Joost van Schouwenburg, conte di Schaumburg-Gemen
- 1576-1580: George van Lalaing, conte di Rennenberg (nominato dagli Stati Generali, tradendo il mandato, continuò a governare per conto di Filippo II)
- 1580-1584: Guglielmo I d'Orange, principe d'Orange
- 1584-1620: Guglielmo Luigi di Nassau-Dillenburg, conte di Nassau-Dillenburg
- 1620-1632: Ernesto Casimiro di Nassau-Dietz, conte di Nassau-Dietz
- 1632-1640: Enrico Casimiro I di Nassau-Dietz, conte di Nassau-Dietz
- 1640-1664: Guglielmo Federico di Nassau-Dietz, reggente di Nassau-Dietz
- 1664-1696: Enrico Casimiro II di Nassau-Dietz, reggente di Nassau-Dietz; reggente 1664-1673: Albertina Agnese d'Orange
- 1696-1711: Giovanni Guglielmo Friso d'Orange, principe di Orange-Nassau; reggente 1696-1707: Enrichetta Amalia di Anhalt-Dessau
- 1711: Vacanza dello statolderato
- 1711-1751: Guglielmo IV di Orange-Nassau, statolder ereditario della Repubblica delle Sette Province Unite; reggente: 1711-1731: Maria Luisa d'Assia-Kassel
- 1751-1795: Guglielmo V di Orange-Nassau, statolder ereditario della Repubblica delle Sette Province Unite; reggenti: 1751-1759: Anna di Hannover; 1759-1766: Luigi Ernesto di Brunswick-Lüneburg

### Ducato di Gheldria e Contea di Zutphen
Il Ducato di Gheldria e la Contea di Zutphen, furono, a partire dal XII secolo, un'unione personale. Conquistati nel 1473 dal duca Carlo I di Borgogna, furono governati da uno statolder. Nel 1492 Carlo di Gheldria, riuscì a riconquistare il ducato assicurandogli l'indipendenza, mantenuta fino al 1504 anche dal successore Guglielmo di Jülich-Kleve-Berg. Nel 1543, la Gheldria, con Carlo V, passò sotto il dominio degli Asburgo i quali affidarono anch'essi il governo a statolders.
Nel 1581, a seguito dell'Atto di abiura sottoscritto da Filippo II, la Gheldria (con l'esclusione dell'Alta Gheldria) e Zutphen passarono sotto il controllo degli Stati Generali. Nel 1591 la contea di Zutphen fu integrata nel ducato di Gheldria.
Per conto dei Borgogna:
- 1473-1474: Willem IV van Egmont, signore di Egmont
- 1474-1477: Filips van Croÿ-Chimay, conte di Chimay; reggenti: 1474-1475: Willem IV van Egmont, signore di Egmont, 1475-1476: Willem van Egmont figlio
- 1480-1481: Willem van Egmont figlio

Per conto degli Asburgo:
- 1481-1492: Adolfo IV di Nassau-Wiesbaden, conte di Nassau-Wiesbaden
- 1492-1504: indipendenza della Gheldria
- 1504-1505: Giovanni V di Nassau-Dillenburg, conte di Nassau-Dillenburg
- 1505-1507: Filippo di Borgogna, vescovo di Utrecht
- 1507-1511: Floris van Egmont, conte di Buren e Leerdam
- 1511-1543: indipendenza della Gheldria
- 1543-1544: Renato di Châlon, principe d'Orange
- 1544-1555: Filips van Lalaing, conte di Hoogstraten
- 1555-1560: Filippo di Montmorency, conte di Horne
- 1560-1572: Karel van Brimeu, conte di Megen
- 1572-1578: Gilles van Berlaymont, signore di Hierges
- 1578-1583: sotto il controllo degli Stati Generali
- 1583-1585?: Willem IV van den Bergh, conte di Den Bergh
- 1585-1587: Claudius van Berlaymont, signore di Haultepenne
- 1587-1626?: Florent van Berlaymont, conte di Lalaing e Berlaymont

Per conto degli Stati Generali:
- 1576-1577: Gilles van Berlaymont, signore di Hierges
- 1578-1581: Giovanni VI di Nassau-Dillenburg, conte di Nassau-Dillenburg
- 1581-1583: Willem IV van den Bergh, conte di Den Bergh
- 1584-1589: Adolf van Nieuwenaar, conte di Meurs
- 1590-1625: Maurizio di Nassau, a partire dal 20 febbraio 1618 principe d'Orange (1591: Zutphen diventa parte della Gheldria)
- 1625-1647: Federico Enrico d'Orange, principe d'Orange
- 1647-1650: Guglielmo II d'Orange, principe d'Orange
- 1650-1675: Primo periodo di vacanza dello statolderato
- 1675-1702: Guglielmo III d'Orange, re d'Inghilterra, Scozia e Irlanda
- 1702-1722: Secondo periodo di vacanza dello statolderato
- 1722-1751: Guglielmo IV di Orange-Nassau, statolder ereditario della Repubblica delle Sette Province Unite; reggente: 1722-1731: Maria Luisa d'Assia-Kassel
- 1751-1795: Guglielmo V di Orange-Nassau, statolder ereditario della Repubblica delle Sette Province Unite; reggenti: 1751-1759: Anna di Hannover; 1759-1766: Luigi Ernesto di Brunswick-Lüneburg

#### Governatori dell'Alta Gheldria
Per conto della Gheldria:
- 1502-1522: Reinier van Gelre

Per conto degli Asburgo:
- 1579-1589: Jan van Argenteau
- 1589-1592: Marcus de Rye de la Palud, marchese di Varambon
- 1592-1593: Karel van Ligne, reggente di Arenberg
- 1593-1611: Herman van den Bergh, conte di Den Bergh
- 1611-1618: Frederik van den Bergh, signore di Boxmeer
- 1618-1632: Hendrik van den Bergh, margravio di Bergen op Zoom
- 1632-1637: sotto il controllo degli Stati generali
- 1637-1640: vacante (?)
- 1640-1646: Willem Bette, barone di Lede
- 1646-1652: Jan Koenraad van Aubremont, marchese di Ribaucourt
- 1652-1680: Filips Balthasar van Gendt
- 1680-1699: Giovanni Francesco Desiderato di Nassau-Siegen, reggente di Nassau-Siegen
- 1699-1702: Filips Emanuel van Horne, principe di Horn

Per conto degli Stati Generali:
- 1632-1637: Hendrik van den Bergh, margravio di Bergen op Zoom (nel 1632 tradì gli Asburgo in favore degli Stati Generali)

### Ducato di Jülich
È esistito un solo statolder di Jülich, nominato nel 1543 al termine delle guerre di Gheldria; il mandato fu revocato quando fu evidente che il ducato non avrebbe fatto parte dei Paesi Bassi asburgici, ma sarebbe rimasto sotto il controllo dei La Mark.
- 1543: Filips van Lalaing, conte di Hoogstraten

### Contea di Hainaut
- 1477-1482: Adolf van Kleef-Ravenstein, signore di Ravenstein
- 1482-1511: Philippe I de Croÿ, signore di Aarschot
- 1511-1521: Charles I de Croÿ, principe di Chimay
- 1521-1549: Philippe II de Croÿ, duca di Aarschot
- 1549-1558: Karel II van Lalaing, conte di Lalaing
- 1558-1560: Karel van Brimeu, conte di Megen
- 1560-1566: Jan IV van Glymes van Bergen, marchese di Bergen op Zoom
- 1566-1574: Philippe de Noircarmes, signore di Noircarmes
- 1574-1582: Filips van Lalaing, conte di Lalaing
- 1582-1590: Emanuel Filibert van Lalaing, signore di Montigny
- 1592-1606/1613: Charles III de Croÿ, duca di Croÿ
- 1606/1613-16??: Karel Bonaventura Buquoy, conte di Bucquoy
- 1663-1674?: Filippo Francesco d'Arenberg, duca di Arenberg e Aarschot

### Ducato di Limburgo e Oltremosa
Per conto dei Borgogna:
- 1473-1477: Gwijde van Brimeu

Per conto degli Asburgo:
- 1542-1572: Johan I van Oost-Friesland, conte di Valkenburg
- 1574-1578: Arnold II Huyn van Amstenrade, signore di Geleen e Eijsden
- 1578-1579: Cristóbal de Mondragón
- 1579-1597: Claude van Wittem van Beersel
- 1597-1612: Gaston Spinola
- 1612-1620: Maximiliaan van Sint-Aldegonde
- 1620-1624: Karel Emanuel van Gorrevod
- 1624-1626: Herman van Bourgondië
- 1626-1632: Hugo van Noyelles
- 1632-1635: occupazione degli Stati Generali; vedi anche Oltremosa degli Stati
- 1635-1640: Willem Bette, barone di Lede
- 1640-1647: Jan van Wiltz
- 1649-1665: Lancelot Schetz van Grobbendonk
- 1665-1684: Johan Frans Desideratus van Nassau-Siegen, reggente di Nassau-Siegen
- 1685-1702: Hendrik Lodewijk Ernest van Ligne, principe di Ligne
- 1702-1703: Frans Sigismund van Thurn en Taxis
- 1703-1705: Lodewijk van Sinzendorff
- 1705-1707: Jan Peter de Goës
- 1707-1709: Ferdinand Bertrand de Quiros
- 1709-1710: Johan Wenceslaus van Gallas
- 1710-1713: Frans Adolf van Sinzerling
- 1713: Lodewijk van Sinzendorff
- 1713-1714: George van Tunderfeld
- 1714-1723: Frans Sigismund van Thurn en Taxis
- 1725-1728: Otto van Vehlen
- 1728-1754: Wolfgang Willem van Bournonville

#### Oltremosa degli Stati
In seguito alla pace di Vestfalia, l'Oltremosa, già parte del ducato di Limburgo fu ceduta dai Paesi Bassi meridionali, alla Repubblica delle Sette Province Unite. Si dovette attendere fino al 1661 prima che ottenesse lo status di Territorio delle Generalità. Al contrario delle province, che avevano un proprio statolder e dei deputati agli Stati Generali, le generalità non avevano nessuna rappresentanza ma erano amministrati direttamente dagli stessi Stati Generali.

### Ducato del Lussemburgo
Per conto degli Asburgo:
- 1451-1475: Antoine I de Croÿ, conte di Porcien e Guines
- 1483-1???: Engelbrecht II van Nassau, conte di Nassau-Breda
- 1???-1515: Christoffel I van Baden, margravio di Baden
- 1475-1531: ?
- 1531-1533: Philippe I de Croÿ, conte di Porcéan
- 1533-1541: Anton van Glymes, marchese di Bergen op Zoom
- 1541-1545: Peter van Barbançon, signore di Werchin
- 1545-1552: Pietro Ernesto I di Mansfeld, conte di Mansfeld-Vorderort
- 1552: Lamoral di Egmont, principe di Gavere
- 1552-1555: Maarten van Rossum, signore di Poederoijen
- 1556-1558: Karel van Brimeu, conte di Megen
- 1559-1597/1604?: Peter Ernst van Mansfeld, conte di Mansfeld-Vorderort
- 1604-1626?: Florent van Berlaymont, conte di Lalaing e Berlaymont
- 1642-1648: Johan van Beck, barone di Ringsheim
- 1654-1675: Filips van Croÿ-Ligne
- 1675-16??: Johan Karel de Landas
- 16??-16??: Ernst van Croÿ-Ligne
- 1684-1688: Hendrik de Lambert
- 1727-1734: Franz-Paul von Wallis

Per conto degli Orange-Nassau:
- 1817-1830: Jean-Georges Willmar
- 1830-1839: Occupazione belga
- 1839: Lussemburgo orientale germanofono sotto il controllo degli Orange-Nassau dei Paesi Bassi; fino al 1842 nessuno statolder.
- 1842-1848: Gaspard-Théodore-Ignace de la Fontaine (nominato nel 1848 primo presidente del Consiglio del Lussemburgo)
- 1850-1879: Enrico di Orange-Nassau, principe dei Paesi Bassi
- 1890: Passaggio dalla casa degli Orange-Nassau per assenza di eredi maschi alla casa degli Nassau-Weilburg e abolizione dello statolderato

### Signoria di Malines
- 1566-1567: Antoon II van Lalaing, conte di Hoogstraten
- 15??-1594?: Peter van Melun, per conto degli Stati Generali

### Contea di Namur
Per conto degli Asburgo:
- 1429-1473: Jean II de Croÿ, signore di Chimay
- 1485-1???: Jan III van Glymes, signore di Bergen op Zoom
- 1503-1507: Guglielmo di Croÿ, signore di Chièvres
- 1509-1532: Jan III van Glymes, signore di Bergen op Zoom
- 1532-1541: Anton van Glymes, marchese di Bergen op Zoom
- 1541-1545: Peter van Barbançon, signore di Werchin
- 1545-1553: vacante (?)
- 1553-1577: Charles de Berlaymont, barone di Hierges
- 1577-1578: Jean de Croÿ, conte di Rœulx
- 1578-1579: Gilles van Berlaymont, signore di Hierges
- 1579-1599?: Florent van Berlaymont, conte di Lalaing e Berlaymont
- 1599-16??: Karel II van Egmont
- 16??-16??: Albert François van Croÿ-Roeulx, conte di Megen

### Contea d'Olanda e Contea di Zelanda
Durante le guerre tra Hoeken e Kabeljauwen scoppiate nel 1428 le contee d'Olanda e di Zelanda erano sotto il controllo di Filippo III di Borgogna.
Filippo nominò il 21 marzo 1426 Frank van Borssele governatore delle due contee, affiancandogli il cugino Hendrik II van Borselen quale generale e gran capitano di Zelanda.
Solo nel 1433, il successore di Frank van Borssele, Hugo van Lannoy, ottenne ufficialmente il titolo di statolder.
Per conto dei Borgogna:
- 1428-1432: Frank van Borssele, signore di Sint Maartensdijk e Zuylen
- 1433-1440: Hugo van Lannoy, signore di Santes
- 1440-1445: Willem van Lalaing, signore di Bingincourt
- 1445-1448: Gozewijn de Wilde
- 1448-1462: Jan van Lannoy
- 1462-1477: Lodewijk van Gruuthuse, principe di Steenhuize
- 1477-1480: Wolfert VI van Borselen, signore di Veere
- 1480-1483: Joost van Lalaing, signore di Montigny-en-Ostrevant e Hantes

Per conto degli Asburgo:
- 1483-1515: Jan III van Egmont, conte di Egmont
- 1515-1521: Enrico III di Nassau-Breda, conte di Nassau-Breda
- 1522-1540: Antoon I van Lalaing, conte di Hoogstraten
- 1540-1544: Renato di Châlon, principe d'Orange
- 1544-1546: Lodewijk van Vlaanderen, signore di Praet
- 1547-1558: Massimiliano II di Borgogna, marchese di Veere
- 1559-1567: Guglielmo I d'Orange, principe d'Orange
- 1567-1573: Maximilien de Hénin-Liétard, conte di Boussu
- 1573-1574: Philippe de Noircarmes, signore di Noircarmes
- 1574-1577: Gilles van Berlaymont, barone di Hierges

Per conto degli Stati Generali:
- 1572-1584: Guglielmo I d'Orange, principe d'Orange
- 1585-1625: Maurizio di Nassau, principe d'Orange
- 1625-1647: Federico Enrico d'Orange, principe d'Orange
- 1647-1650: Guglielmo II d'Orange, principe d'Orange
- 1650-1672: Primo periodo di vacanza dello statolderato
- 1672-1702: Guglielmo III d'Orange, re d'Inghilterra, Scozia e Irlanda
- 1702-1747: Secondo periodo di vacanza dello statolderato
- 1747-1751: Guglielmo IV di Orange-Nassau, statolder ereditario della Repubblica delle Sette Province Unite
- 1751-1795: Guglielmo V di Orange-Nassau, statolder ereditario della Repubblica delle Sette Province Unite; reggenti: 1751-1759: Anna di Hannover; 1759-1766: Luigi Ernesto di Brunswick-Lüneburg

### Signoria di Overijssel
A partire dalla sua creazione avvenuta nel 1528 la Overijssel fu parte dei Paesi Bassi asburgici. Nel periofo compreso tra il 1528 e il 1584 l'Overijssel ebbe lo stesso statolder della Frisia.
Per conto degli Asburgo:
- 1528-1540: Georg Schenck van Toutenburg, barone di Toutenburg
- 1540-1548: Maximiliaan van Egmont, conte di Buren
- 1549-1568: Giovanni di Ligne, conte di Arenberg
- 1568-1572: Karel van Brimeu, conte di Megen
- 1572-1573: Gilles van Berlaymont, signore di Hierges
- 1573-1576: Caspar de Robles, signore di Billy
- 1580-1581: George van Lalaing, conte di Rennenberg (nominato dagli Stati Generali, tradendo il mandato, continuò a governare per conto di Filippo II)
- 1581-1594: Francisco Verdugo
- 1595-1618: Frederik van den Bergh, signore di Boxmeer (nessun controllo sul Salland, 1597-1605 nessun controllo, 1605-1618 controllo solo su Lingen e Oldenzaal)

Per conto degli Stati Generali:
- 1576-1580: George van Lalaing, conte di Rennenberg (nominato dagli Stati Generali, tradendo il mandato, continuò a governare per conto di Filippo II)
- 1580-1584: Guglielmo I d'Orange, principe d'Orange
- 1584-1589: Adolf van Nieuwenaar, conte di Meurs
- 1590-1625: Maurizio di Nassau, principe d'Orange
- 1625-1647: Federico Enrico d'Orange, principe d'Orange
- 1647-1650: Guglielmo II d'Orange, principe d'Orange
- 1650-1675: Primo periodo di vacanza dello statolderato
- 1675-1702: Guglielmo III d'Orange, re d'Inghilterra, Scozia e Irlanda
- 1702-1748: Secondo periodo di vacanza dello statolderato
- 1748-1751: Guglielmo IV di Orange-Nassau, statolder ereditario della Repubblica delle Sette Province Unite
- 1751-1795: Guglielmo V di Orange-Nassau, statolder ereditario della Repubblica delle Sette Province Unite; reggenti: 1751-1759: Anna di Hannover; 1759-1766: Luigi Ernesto di Brunswick-Lüneburg

### Stad en Lande (Signoria di Groninga fino al 1594)
Tra il 1514 e il 1536 la Signoria di Groninga e le Ommelanden finirono sotto il dominio del Ducato di Gheldria. Il duca Carlo istituì lo statolderato inviando nell'area un proprio governatore di fiducia. A partire dal 1536 la Signoria di Groninga assieme alla Contea di Drenthe finirono sotto il controllo degli Asburgo. All'epoca erano gli statolder di Frisia e di Overijssel ad avere il controllo della zona. Durante la guerra degli ottant'anni Groninga fece parte della Repubblica delle Sette Province Unite, e anche in questo periodo il governatore fu uno statolder. Nel periodo di transizione vi furono due statolder in contemporanea, uno nominato da Filippo II e uno nominato dagli Stati Generali.
Per conto del Ducato di Gheldria:
- 1514-1519: Willem van Ooy
- 1519-1522: Christoffel van Meurs, conte di Meurs
- 1522-1529: Jasper van Marwijck
- 1529-1536: Karel van Gelre de Oude (figlio illegittimo del duca Carlo di Gheldria)
- 1536: Ludolf Coenders

Per conto degli Asburgo
- 1536-1540: Georg Schenck van Toutenburg, barone di Toutenburg
- 1540-1548: Maximiliaan van Egmont, conte di Buren
- 1549-1568: Giovanni di Ligne, conte di Arenberg
- 1568-1572: Karel van Brimeu, conte di Megen
- 1572-1574: Gilles van Berlaymont, signore di Hierges
- 1574-1576: Caspar de Robles, signore di Billy
- 1576-1580: sotto il controllo degli Stati Generali
- 1580-1581: George van Lalaing, conte di Rennenberg (nominato dagli Stati Generali, tradendo il mandato, continuò a governare per conto di Filippo II)
- 1581-1594: Francisco Verdugo (a partire dal 1584 perse sempre più controllo sui territori da lui governati fino ad avere al termine del suo mandato il controllo della sola città di Groninga)
- 1595-1618: Frederik van den Bergh (senza aver mai assunto un reale controllo sul territorio)

Per conto degli Stati Generali:
- 1572: Joost van Schouwenburg, conte di Schaumburg-Gemen (nominato da Guglielmo d'Orange, non riuscì mai a stabilire il controllo del territorio)
- 1576-1580: George van Lalaing, conte di Rennenberg (nominato dagli Stati Generali, tradendo il mandato, continuò a governare per conto di Filippo II)
- 1580-1584: Guglielmo I d'Orange, principe d'Orange
- 1584-1620: Guglielmo Luigi di Nassau-Dillenburg, conte di Nassau-Dillenburg (assunse il controllo della città di Groninga a partire dal 1594)
- 1620-1625: Maurizio di Nassau, principe d'Orange
- 1625-1632: Ernesto Casimiro di Nassau-Dietz, conte di Nassau-Dietz
- 1632-1640: Enrico Casimiro I di Nassau-Dietz, conte di Nassau-Dietz
- 1640-1647: Federico Enrico d'Orange, principe d'Orange
- 1647-1650: Guglielmo II d'Orange, principe d'Orange
- 1650-1664: Guglielmo Federico di Nassau-Dietz, reggente di Nassau-Dietz
- 1664-1696: Enrico Casimiro II di Nassau-Dietz, reggente di Nassau-Dietz; reggente 1664-1673: Albertina Agnese d'Orange
- 1696-1711: Giovanni Guglielmo Friso d'Orange, principe d'Orange-Nassau; reggente 1696-1707: Enrichetta Amalia di Anhalt-Dessau
- 1711-1718: Vacanza dello statolderato
- 1718-1751: Guglielmo IV di Orange-Nassau, statolder ereditario della Repubblica delle Sette Province Unite; reggente: 1718-1731: Maria Luisa d'Assia-Kassel
- 1751-1795: Guglielmo V di Orange-Nassau, statolder ereditario della Repubblica delle Sette Province Unite; reggenti: 1751-1759: Anna di Hannover; 1759-1766: Luigi Ernesto di Brunswick-Lüneburg

### Tournai e il Tournaisis
- 1555-1556: Peter van Barbançon, signore di Werchin
- 1559-1570?: Floris van Montmorency, barone di Montigny
- 15??-1594?: Peter van Melun

### Signoria di Utrecht
A partire dal 1528 gli statolder d'Olanda e Zelanda furono anche statolder di Utrecht. Prima di allora il Principato vescovile di Utrecht era un'entità autonoma fino a che fu conquistata da Carlo V d'Asburgo che la divise in tre parti, la Signoria di Utrecht, la Signoria di Overijssel e la Contea di Drenthe.
Per conto degli Asburgo:
- 1528-1540: Antoon I van Lalaing, conte di Hoogstraten
- 1540-1544: Renato di Châlon, principe d'Orange
- 1544-1546: Lodewijk van Vlaanderen, signore di Praet
- 1547-1558: Massimiliano II di Borgogna, marchese di Veere
- 1559-1567: Guglielmo I d'Orange, principe d'Orange
- 1567-1573: Maximilien de Hénin-Liétard, conte di Boussu
- 1573-1574: Philippe de Noircarmes, signore di Noircarmes
- 1574-1577: Gilles van Berlaymont, signore di Hierges

Per conto degli Stati Generali:
- 1577-1584: Guglielmo I d'Orange, principe d'Orange
- 1584: Joost de Soete, signore di Villers
- 1584-1589: Adolf van Nieuwenaar, conte di Meurs
- 1589-1625: Maurizio di Nassau, principe d'Orange
- 1625-1647: Federico Enrico d'Orange, principe d'Orange
- 1647-1650: Guglielmo II d'Orange, principe d'Orange
- 1650-1672: Primo periodo di vacanza dello statolderato
- 1672-1702: Guglielmo III d'Orange, re d'Inghilterra, Scozia e Irlanda
- 1702-1747: Secondo periodo di vacanza dello statolderato
- 1747-1751: Guglielmo IV di Orange-Nassau, statolder ereditario della Repubblica delle Sette Province Unite
- 1751-1795: Guglielmo V di Orange-Nassau, statolder ereditario della Repubblica delle Sette Province Unite; reggenti: 1751-1759: Anna di Hannover; 1759-1766: Luigi Ernesto di Brunswick-Lüneburg